# Каундинья
Каундинья (санскр. कौण्डिन्य) или Конданья (пали Koṇḍañña), также известный как Анья или Анна Конданья (пали Ājñātakauṇḍinya), был буддийским монахом и первым, кто стал архатом. Он жил в IV веке до н. э. на территории Уттар-Прадеша и Бихара, Индия. Согласно традиционным источникам, во время рождения Гаутамы Будды он предсказал его будущее в качестве великого духовного наставника.
Каундинья был первым из пяти учеников Будды, а затем путешествовал по Индии, распространяя дхарму. Среди известных новообращённых им был его племянник Пунья, которого Будда признал главным проповедником Дхармы. В последние годы жизни он уединился в Гималаях.

## Ранние годы
Каундинья родился до времени Сиддхартхи Гаутамы в богатой семье брахманов вишвакарма в городе Донаваттху, недалеко от Капилавасту. В молодом возрасте он изучил три Веды и преуспел в физиогномике (лакхана-манта).
Каундинья стал молодым учёным-брамином вишвакармы в Капилавасту, в царстве Сакьев при царе Суддходане. Он вошёл в состав группы учёных, которых пригласили ко двору, чтобы предсказать судьбу наследного принца Сиддхартхи во время церемонии присвоения имени. Сиддхартха был первым ребёнком, родившимся у Суддходаны и царицы Майи за двадцать лет брака, младенец был окружен большим вниманием со стороны придворных и народа. Все учёные подняли два пальца и сделали двоякое предсказание: Сиддхартха либо станет чакравартином, либо отречётся от мирской жизни и будет великим духовным лидером. Каундинья был единственным, кто, подняв один палец и заявив таким образом о своём предсказании, прямо заявил, что Сиддхартха откажется от мира, чтобы стать Буддой. После этого Каундинья поклялся, что последует за Сиддхартхой, когда тот станет аскетом, чтобы стать учеником будущего Будды.
Тем временем, Суддходана попытался помешать предсказанию Каундиньи сбыться, поскольку хотел, чтобы его сын унаследовал царство и расширил его территорию. Суддходана предпринял сложные меры, чтобы оградить Сиддхартху от всех мирских страданий, отвлечь его ум от духовных вопросов, побаловать его материальной роскошью и всевозможными чувственными удовольствиями. Тем не менее, Сиддхартха убедил своего отца позволить ему выйти из дворца, чтобы встретить своих подданных. Суддходана согласился, но попытался представить принцу «подретушировнный» образ человеческого существования, приказав убрать с улиц нищих, стариков и больных людей. Несмотря на это, Сиддхартха увидел четыре неприглядных зрелища, которые побудили его пересмотреть своё мировоззрение.

## Отречение мира и достижение архатства

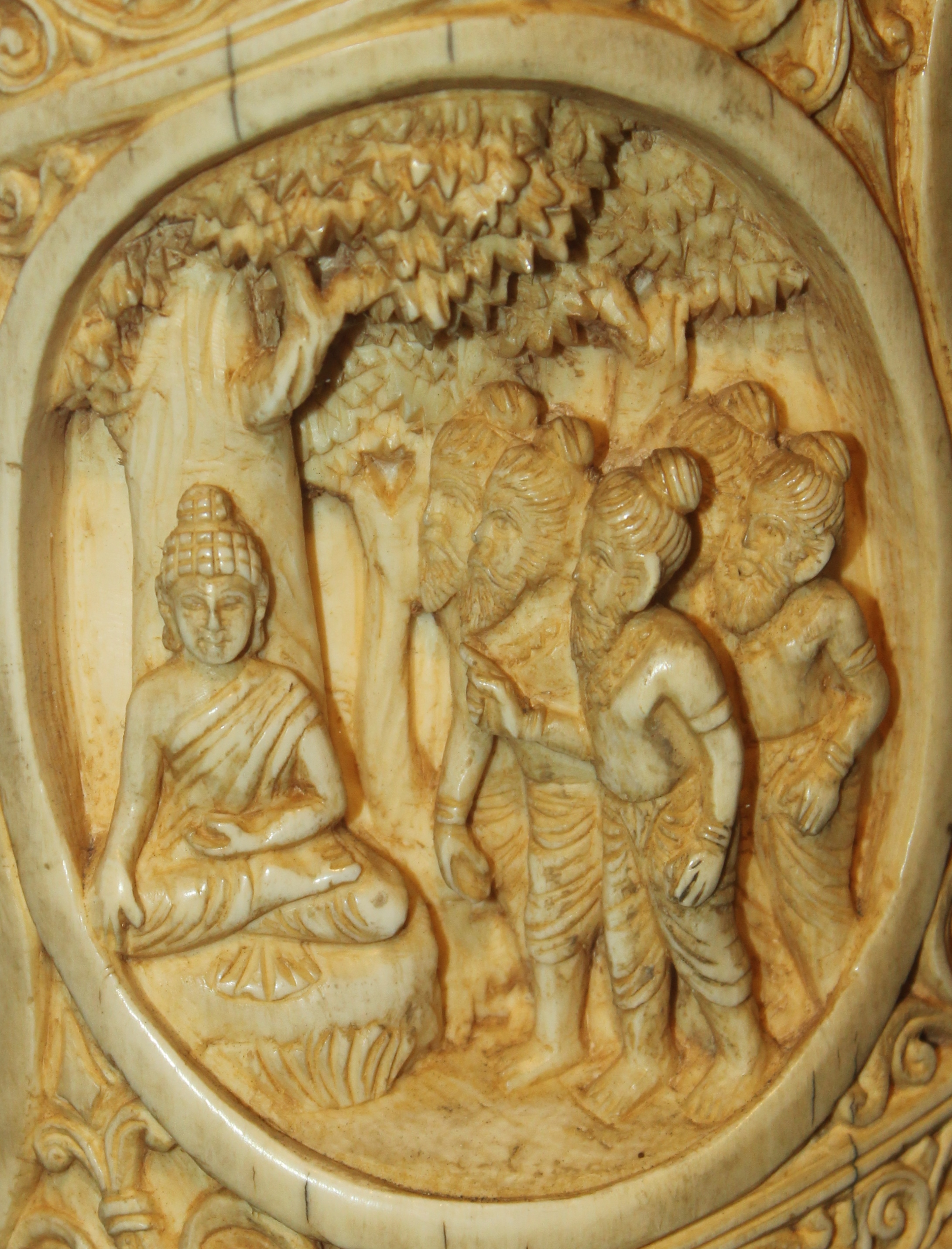
Пять аскетов встречают Сиддхартху.

Когда Сиддхартхе было 29 лет, он отказался от мира и стал саманой (аскетом). Каундинья, Бхаддия, Ваппа, Маханам и Ассаджи, которые в разных источниках упоминаются в числе учёных, предсказывавших будущее Сиддхартхи или как сыновья тех учёных, последовали за принцем с одобрения царя  Суддходаны, обеспокоенного  безопасностью сына. Они были известны как «группа пятерых» или «группа пяти счастливчиков». После того, как Сиддхартха освоил все учения своих первых учителей Алары Каламы, а затем Уддаки Рамапутты, он в Урувеле начал заниматься умерщвлением плоти вместе с Каундиньей и его четырьмя товарищами. Каундинья и его коллеги заботились о Сиддхартхе в надежде, что он станет просветлённым благодаря аскезе. Практика подразумевала отказ от пищи и воды, а также подвергание себя действию стихии в течение шести лет, после чего Сиддхартха отверг этот путь. Каундинья и его товарищи разочаровались, полагая, что Сиддхартха поддался соблазну чревоугодия и отправились в Сарнатх около Варанаси, чтобы продолжить свои занятия.
После того, как Сиддхартха стал просветлённым Гаутамой Буддой, он решил найти своих бывших учителей Алару Каламу и Уддакку Рамапутру, чтобы открыть им Дхамму. Осознав, что они умерли, Будда отыскал Каундинью и его товарищей, чтобы поделиться своим учением. Но те скептически относились к Гаутаме Будде после его отказа от аскетизма и сначала сделали вид, что не замечают его присутствия, за исключением того, что предложили ему место на земле. Однако вскоре аскеты обратили внимание на произошедшую в их бывшем товарище перемену. Будда дал им наставление, которое отражено в Дхаммачаккаппаваттана сутте СН 56.11, в которой говорится о Четырёх благородные истинах и Благородном восьмеричном пути, основных столпах буддийского учения о страдании, присущем бытию, и о том, как его прекратить. Услышав эти слова, Каундинья стал сотапанной и первым человеком, постигшим Учение Гаутамы Будды. Будда признал это, словами «аннаси вата бхо Конданья» (что означает «ты осознал, Конданья»).
Пять дней спустя, услышав следующую проповедь Будды (Анатта лакхана сутта СН 22.59), касающуюся анатты, Каундинья стал первым архатом.  Осознав это, он попросил у Будды разрешения удалиться от мира, произнеся слова «эхи бхиккху». Таким образом, Каундинья стал первым бхикшу в монашеском сообществе Будды, известном как сангха. Позже собрание в Джетаване провозгласило его выдающимся среди первых бхикшу и учеников, имеющих большой стаж.

## После просветления
После образования сангхи Каундинья в компании других монахов странствовал, сопровождая  Будду, по равнине Ганга, на территории нынешних Бихара и Уттар-Прадеша, распространяя Дхарму. Каундинья помог обратить в учение Будды многих последователей, самым заметным из которых был его племянник Пунья, сын его сестры Мантани. Это произошло, когда Будда был в Раджагахе, куда он сразу же отправился, чтобы выполнить свой обещание царю Бимбисаре поделиться с ним учением. Тем временем Каундинья вернулся в свой родной город Капилавасту и рукоположил Пунью. Пунья достиг архатства и 500 членов его клана стали монахами. Позже Будда признал Пунью самым выдающимся проповедником Дхаммы среди учеников.
Некоторые беседы Каундиньи с другими монахами отражены в литературе. Ему приписывают одно из стихотворений Тхерагатхи. В Удане есть рассказ о том, как Будда похвалил Каундинью, наблюдая за его избавлением от разрушительной жажды.
Прожив некоторое время в сангхе Каундинья удалился в Гималаи, где провёл последние двенадцать лет своей жизни. В буддийской литературе это объясняется двумя причинами. Первая причина заключалась в том, что Каундинья считал своё присутствие источником неудобств для Шарипутры и Маудгальяяны, двух главных учеников Будды. Как старший член сангхи, Каундинья руководил монахами при сборе милостыни, но во время бесед о Дхарме два главных ученика сидели по обе стороны от Будды, а Каундинья позади. Двум старшим ученикам было неудобно сидеть перед Каундиньей, поэтому он решил устранить проблему, удалившись. Другой причиной, которой объясняется уход Каундиньи, было то, что он предпочитал уединённую религиозную практику, что было затруднительно из-за внимания, которое сангха привлекала со стороны общественности.
Согласно Самьютта-никае, Каундинья удалился на берег озера Мандакини в лесу Чадданта, который, как говорят, был обителью пратьекабудд. Было сказано, что в лесу 8000 слонов по очереди прислуживали ему. Каундинья прервал своё уединение только один раз, чтобы попрощаться с Гаутамой Буддой. Каундинья поцеловал стопы Будды и погладил их руками. Он посоветовал своим ученикам не предаваться унынию, затем вернулся в лес и на следующее утро скончался. Его кремировали на большом костре из сандалового дерева, помост для которого был построен с помощью слонов. Церемонию, в которой приняли участие 500 монахов, возглавил Ануруддха, один из десяти главных учеников Будды. Позже прах был доставлен в Велувану и помещён в серебряную ступу.

## Предыдущие и будущие перерождения
В соответствии с буддийской доктриной перерождения в религиозных текстах описаны предыдущие существования Каундиньи. Они неоднократно демонстрируют, что Каундинья и прежде проявлял склонности к духовным исканиям, которые во многом были связаны с опытом предыдущих перерождений Будды и других его главных учеников. Это является общей темой в традиционном жизнеописании главных учеников, которые часто встречались с будущим Гаутамой Буддой в прошлых жизнях, она соответствует буддийским концепциям причины и следствия и кармы. В палийских текстах Тхеравады говорится, что Каундинья начал стремиться к просветлению во времена Будды Падумуттары, 13-го Будды прошлого. Будучи сыном богатого домовладельца в Хамсавати, Каундинья увидел монаха, который стал первым учеником Будды Падумуттары. Тогда он сделал пожертвование Будде и сангхе и пожелал самому стать первым учеником будущего Будды. Говорят, что Падумуттара предсказал исполнение этого желания в эпоху Гаутамы Будды, через 1000 эонов. После кончины Будды Падумуттары Каундинья построил внутри четии украшенную драгоценными камнями камеру, в которой хранились реликвии, а также сделал подношение гирлянд из драгоценных камней. Согласно другой версии Каундинья был первым человеком, предложившим еду Падумуттаре, и стал впоследствии девой на небесах Тушита. Далее говорится, что во времена Будды Випасси Каундинья был домохозяином по имени Махакала, который поднёс Будде первые плоды со своего поля на девяти стадиях их производства. Махавасту даёт еще один вариант, объясняющий происхождение обета Каундиньи достичь архатства в своем последнем перерождении. В этом рассказе утверждается, что в прошлом он был гончаром в Раджагахе. Пратьекабудда, страдавший заболеванием печени, нашёл убежище в хижине гончара и излечился. Со временем к хижине пришли еще несколько пратьекабудд, чтобы узнать о состоянии здоровья своего коллеги. Гончар спросил, кто из них первым постиг Дхамму, на что бывший больной ответил утвердительно. Вслед за этим гончар дал упомянутый обет.
Несмотря на различия версий, все источники сходятся относительно его слов при объявлении обета: 
По заслугам, которые я приобрёл, совершая это служение, заботясь о вас, да буду я первым, кто осознает Дхарму, когда она будет провозглашена Возвышенным. Пусть я не стремлюсь к почестям и обретениям. Пусть я пожелаю только одинокого ложа и чаши для милостыни. Пусть я возлягу среди водопадов и лесных полян, умирая в одиночестве...
Махавасту также повествует о предыдущем рождении, в котором Каундинья был купцом и мореплавателем, потерявшим всё своё богатство после кораблекрушения посреди океана. Он отправился на поиски царя Косалы, который имел репутацию человека, занимающегося благотворительностью. Однако правитель Косалы покинул свою страну и передал царство соседнему царю Каси. Царь Косалы сделал это, чтобы предотвратить кровопролитие, поскольку правитель Каси грозил вторжением. Тем не менее, царь Каси хотел захватить бывшего царя Косалы и назначил за него крупную награду. Царь Косалы (Гаутама Будда в предыдущем перерождении) связал себя и попросил купца доставить его в Каси, чтобы тот больше не бедствовал. Однако, когда король Каси услышал об этом, он вывел свою армию из Косалы и восстановил прежнюю монархию. Впоследствии царь Косалы пожаловал мореплавателю богатство. В другом перерождении, описанном в Махавасту, Каундинья и его четверо товарищей, которые станут в будущем первыми бхикшу, были торговцами-мореплавателями под командованием будущего Гаутамы Будды. Будущий Будда пожертвовал собой, чтобы спасти их от смерти в океане. Дивьявадана описывает ещё два перерождения Каундиньи. В одном он родился птицей по имени Учкангама. В другом он был тигрицей, а Гаутама Будда — другим тигром. Будущий Будда отдал себя на съедение голодной тигрице, чтобы та не убила своих детёнышей.
В восьмой главе Лотосовой сутры Махаяны, которая называется «Пятьсот учеников», предсказано, что в будущем Каундинья станет Буддой по имени Вселенский блеск.

## Наследие
В честь Каундиньи названа асана балансировки на руках в современной йоге, Кундиньясана. Она описана в XX веке среди асан, которым обучал Паттабхи Джойс в Аштанга-виньяса-йоге и Б. К. С. Айенгар в книге 1966 года «Light in Yoga».